# Toxabramis houdemeri
Toxabramis houdemeri är en fiskart som beskrevs av Pellegrin 1932. Toxabramis houdemeri ingår i släktet Toxabramis och familjen karpfiskar. IUCN kategoriserar arten globalt som livskraftig. Inga underarter finns listade i Catalogue of Life.